# Carex heterophyta
Carex heterophyta là một loài thực vật có hoa trong họ Cói. Loài này được Holmb. mô tả khoa học đầu tiên năm 1929.